# Associazione Fascista Calcio Mestre 1940-1941
Questa voce raccoglie le informazioni riguardanti l'Associazione Fascista Calcio Mestre nelle competizioni ufficiali della stagione 1940-1941.

## Rosa
| N. |                   | Ruolo | Calciatore         |
| -- | ----------------- | ----- | ------------------ |
|    | Italia (bandiera) | A     | E. Albini          |
|    | Italia (bandiera) | A     | Mario Astorri      |
|    | Italia (bandiera) | A     | Deo Baldi          |
|    | Italia (bandiera) | P     | Angelo Bellotto    |
|    | Italia (bandiera) | D     | I. Blasibetti      |
|    | Italia (bandiera) | P     | I. Bortolotti      |
|    | Italia (bandiera) | A     | Pietro Cadei       |
|    | Italia (bandiera) | D     | Umberto Camozzo    |
|    | Italia (bandiera) | D     | Giuseppe Canova    |
|    | Italia (bandiera) | P     | Giovanni Cavasin   |
|    | Italia (bandiera) | D     | Luigi Colorio      |
|    | Italia (bandiera) | A     | Cosimo D'Acunto    |
|    | Italia (bandiera) | C     | Bruno De Lazzari   |
|    | Italia (bandiera) | D     | Giuseppe De Marchi |

| N. |                   | Ruolo | Calciatore         |
| -- | ----------------- | ----- | ------------------ |
|    | Italia (bandiera) | A     | Primo De Pazzi     |
|    | Italia (bandiera) | A     | B. Franzoi         |
|    | Italia (bandiera) | D     | Enrico Galla       |
|    | Italia (bandiera) | D     | Zeffiro Grassetto  |
|    | Italia (bandiera) | A     | Nello Mason        |
|    | Italia (bandiera) | A     | Luigi Munari       |
|    | Italia (bandiera) | C     | Orfeo Nicoletto    |
|    | Italia (bandiera) |       | C. Roglie          |
|    | Italia (bandiera) | C     | Romeo Rioda        |
|    | Italia (bandiera) |       | Ugo Rusalem        |
|    | Italia (bandiera) | C     | Ferruccio Smolizza |
|    | Italia (bandiera) | D     | B. Trevisanello    |
|    | Italia (bandiera) | C     | Attilio Zerbi      |